# Миндерлинский сельсовет
Миндерли́нский сельсове́т — муниципальное образование со статусом сельского поселения в Сухобузимском районе Красноярского края России.
Административный центр — село Миндерла.

## Население
| 2010 | 2012  | 2013  | 2014  | 2015  | 2016  | 2017  |
| ---- | ----- | ----- | ----- | ----- | ----- | ----- |
| 2511 | ↘2508 | ↗2521 | ↘2517 | ↗2551 | ↗2607 | ↗2614 |

## Состав сельского поселения
| Название   | Статус  | Население | Расстояние от районного центра, км | Расстояние от центра сельского поселения, км | ОКТМО          | Координаты                      |
| ---------- | ------- | --------- | ---------------------------------- | -------------------------------------------- | -------------- | ------------------------------- |
| Миндерла   | село    | 2313      | 22                                 | адм. центр                                   | 04 651 413 101 | 56°26′20″ с. ш. 92°59′30″ в. д. |
| Иркутское  | село    | 136       | 32                                 | 12                                           | 04 651 413 106 | 56°22′40″ с. ш. 93°07′25″ в. д. |
| Родниковый | посёлок | 62        | 20                                 | 2                                            | 04 651 413 111 | 56°24′55″ с. ш. 92°59′20″ в. д. |

## Местное самоуправление
Глава муниципального образования — Горн Эдуард Андреевич, избран 04 декабря 2011 года, срок полномочий — 5 лет. Адрес администрации: 663050, Сухобузимский район, с.Миндерла, ул.Степная, 13.